# كفر سعد البلد (كفر سعد)
كفر سعد البلد هي إحدى قرى مركز كفر سعد التابع لمحافظة دمياط بجمهورية مصر العربية.